# Arlen López
Arlen López (* 21. Februar 1993 in Guantánamo) ist ein kubanischer Boxer, Weltmeister und zweifacher Olympiasieger (2016 und 2020).

## Karriere
Schon 2009 siegte er bei den Juniorenweltmeisterschaften in Armenien und konnte 2014 die Zentralamerika- und Karibikspiele in Mexiko gewinnen.
Im Juli 2015 gewann er die Goldmedaille bei den Amerikanischen Spielen in Kanada. Er hatte sich dabei gegen Jason Ramirez, Endri Saavedra und Jorge Vivas durchgesetzt. Zudem gewann er im August 2015 auch die Amerikanischen Meisterschaften in Venezuela mit Siegen gegen Anthony Campbell, Misael Rodríguez und Marlon Delgado.
Im Oktober 2015 gewann er die Weltmeisterschaften in Doha. Er besiegte dabei Aljaž Venko, Marlon Delgado, Hosam Abdin und Bektemir Meliqoʻziyev.
Die Olympischen Spiele 2016 in Brasilien konnte er ebenfalls mit der Goldmedaille beenden, nachdem er Zoltán Harcsa (TKO), Christian M'Billi-Assomo (3:0), Kamran Şahsuvarlı (3:0) und Bektemir Meliqoʻziyev (3:0) geschlagen hatte.
Bei den Panamerikameisterschaften 2017 gewann er ebenfalls die Goldmedaille. Er war damit für die Weltmeisterschaften 2017 in Hamburg qualifiziert, wo er im Viertelfinale ausschied.
2019 gewann er die Amerikanischen Spiele in Peru.
Bei den Olympischen Sommerspielen 2020 in Tokio boxte er im Halbschwergewicht (-81 kg). López schlug im Achtelfinale Mohammed Houmri aus Algerien, im Viertelfinale Rogelio Romero aus Mexiko und im Halbfinale den für Aserbaidschan gestarteten Loren Alfonso. Im Finale besiegte Arlen López den britischen Boxer Benjamin Whittaker und gewann sein zweites olympisches Gold.
Bei den Olympischen Spielen 2024 in Paris gewann er die Bronzemedaille im Halbschwergewicht.

### World Series of Boxing
Nachdem López die kubanischen Meisterschaften 2014 gewonnen hatte, startete er auch für die Cuba Domadores in der World Series of Boxing. Er wurde im Halbfinale der Playoffs gegen das Russian Boxing Team eingesetzt, verlor jedoch seinen Kampf gegen Artjom Tschebotarjow (3:0). Die Cuba Domadores erreichten trotzdem das Finale, in welchem López den Vertreter der Azerbaijan Baku Fires schlug und damit großen Anteil am Meisterschaftsgewinn seiner Mannschaft hatte.
In der Saison 2015 wurde López in allen sieben Kämpfen in der regulären Saison eingesetzt und gewann sechs. Er belegte damit in der Rangliste seiner Gewichtsklasse in dieser Saison den zweiten Platz hinter Pjotr Chamukow und qualifizierte sich somit für die Olympischen Spiele 2016. Auch im Halbfinale und im Finale der Playoffs wurde López wieder eingesetzt. Konnte er im Halbfinale den Vertreter der Mexico Guerreros noch schlagen, so verlor er im Finale gegen die Astana Arlans seinen Kampf und auch seine Mannschaft konnte ihren Titel nicht verteidigen.